# Dakar (acteur)
Pour les articles homonymes, voir Dakar (homonymie).
Dakar ou Dakkar, né Alejandro Barrera le 9 juillet 1921 à Lima (Pérou) et mort le 14 septembre 2004 à Rome (Italie), est un acteur et catcheur péruvien.

## Biographie
Il a joué dans plus de vingt films de 1964 à 1982. Il est surtout connu pour son travail d'acteur dans deux films devenus cultes, L'Enfer des zombies (1979) de Lucio Fulci et La Terreur des zombies (1980) de Marino Girolami. Il a également travaillé comme figurant chez Federico Fellini,  interprétant l'homme sur la péniche dans Juliette des esprits (1965), interprétant l'homme de l'aéroport dans le sketch Ne pariez jamais votre tête avec le Diable du film à sketches Histoires extraordinaires (1967), et incarnant un esclave dans Satyricon (1969).
Catcheur et champion du monde de catch, il a combattu et perdu contre Primo Carnera. Il est venu à Rome pour le catch au début des années 1960 . Mais il a abandonné le catch pour devenir acteur et guitariste en raison de problèmes de genou.
Il a ensuite poursuivi une carrière de catcheur professionnel en Argentine, où il a combattu au Luna Park contre Martín Karadagián (es). En 1973, Dakar a participé à l'émission de télévision Titanes en el ring (es),. 
Il est mort d'une leucémie aiguë lymphoblastique à Rome[réf. nécessaire] le 14 septembre 2004.

## Filmographie
- 1963 : Sandokan, le tigre de Bornéo (Sandokan, la tigre di Mompracem) d'Umberto Lenzi
- 1964 : Le Temple de l'éléphant blanc (Sandok, il Maciste della giungla) d'Umberto Lenzi
- 1964 : Les Pirates de la Malaisie (I pirati della Malesia) d'Umberto Lenzi
- 1964 : La Révolte de Sparte (La rivolta dei sette) d'Alberto De Martino
- 1964 : Les Trois Sergents de Fort Madras (I tre Sergenti del Bengala) d'Umberto Lenzi
- 1965 : Les Sept Gladiateurs rebelles (Sette contro tutti) de Michele Lupo
- 1963 : Deux Corniauds contre Cosa Nostra (I due mafiosi) de Giorgio Simonelli
- 1965 : L'Homme du Bengale (La montagna di luce) d'Umberto Lenzi
- 1965 : Agent 3S3, passeport pour l'enfer (Agente 3S3 passaporto per l'inferno) de Sergio Sollima
- 1965 : Juliette des esprits (Giulietta degli spiriti) de Federico Fellini
- 1966 : Un million de dollars pour sept assassinats (Un milione di dollari per sette assassini) d'Umberto Lenzi
- 1966 : Mano di velluto d'Ettore Fecchi (it)
- 1967 : Delitto a Posillipo (it) de Renato Parravicini
- 1967 : Quatre, trois, deux, un, objectif Lune (...4..3..2..1...morte) de Primo Zeglio
- 1968 : Histoires extraordinaires - sketch Ne pariez jamais votre tête avec le Diable (Toby Dammit) de Federico Fellini
- 1969 : La Corde au cou (Una lunga fila di croci) de Sergio Garrone
- 1969 : Satyricon (Fellini Satyricon) de Federico Fellini
- 1969 : Mille et Une Nuits à Istanbul (Agguato sul Bosforo) de Luigi Batzella
- 1970 : La révolte gronde à Bornéo (Le tigri di Mompracem) de Mario Sequi
- 1972 : Salomé (Salomè) de Carmelo Bene
- 1977 : Gli uccisori de Fabrizio Taglioni (it)
- 1978 : Et mourir de plaisir (Papaya dei Caraibi) de Joe D'Amato
- 1979 : SOS Concorde (Concorde Affaire '79) de Ruggero Deodato
- 1979 : L'Enfer des zombies (Zombi 2) de Lucio Fulci
- 1979 : La Terreur des zombies (Zombi Holocaust) de Marino Girolami
- 1982 : Ator le Conquérant (Ator l'invincibile) de Joe D'Amato
- 1982 : Pierino colpisce ancora (it) de Marino Girolami